# Janusz Gortat
Janusz Kazimierz Gortat (ur. 5 listopada 1948 w Brzozowie, zm. 19 grudnia 2023 w Czeladzi) – polski pięściarz, dwukrotny brązowy medalista olimpijski (1972 i 1976) w wadze półciężkiej.

## Życiorys

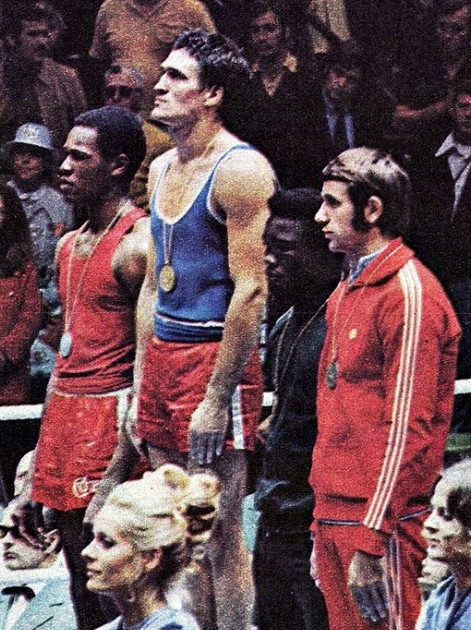
Od lewej Gilberto Carillo, Mate Parlov, Isaac Ikhouria i Janusz Gortat podczas ceremonii medalowej na Igrzyskach Olimpijskich 1972

Jeden z najwybitniejszych polskich pięściarzy wagi półciężkiej, znany z doskonałej techniki, preferujący walkę defensywną. Jego głównym rywalem na arenie międzynarodowej był Jugosłowianin Mate Parlov, a w Polsce najpierw Stanisław Dragan, a potem Jacek Kucharczyk i Paweł Skrzecz. Był zawodnikiem Legii Warszawa i KSZO Ostrowiec Świętokrzyski.
Podczas XX Letnich Igrzysk Olimpijskich Monachium 1972 przegrał w półfinale z późniejszym mistrzem Mate Parlovem (Jugosławia), a podczas XXI Letnich Igrzysk Olimpijskich Montreal 1976 także z przyszłym mistrzem Leonem Spinksem ze Stanów Zjednoczonych.
Wicemistrz Europy z Belgradu 1973 w wadze półciężkiej (w finale przegrał z Parlovem). Uczestnik mistrzostw Europy z Bukaresztu 1969 (waga średnia), Madrytu 1971 (w. półciężka) i Katowic 1975 (w. półciężka). Uczestnik mistrzostw świata z 1978 r. (w. średnia).
Sześciokrotny mistrz Polski w wadze półciężkiej (1973, 1974, 1975, 1976, 1978 i 1980), pięciokrotny wicemistrz (1969 – w. średnia, 1970, 1971, 1972 i 1979), brązowy medalista z 1977. 16 razy walczył w reprezentacji Polski (15 zwycięstw), podczas meczu z reprezentacją Stanów Zjednoczonych w 1974 pokonał przyszłego mistrza olimpijskiego i zawodowego mistrza świata wszechwag Leona Spinksa.

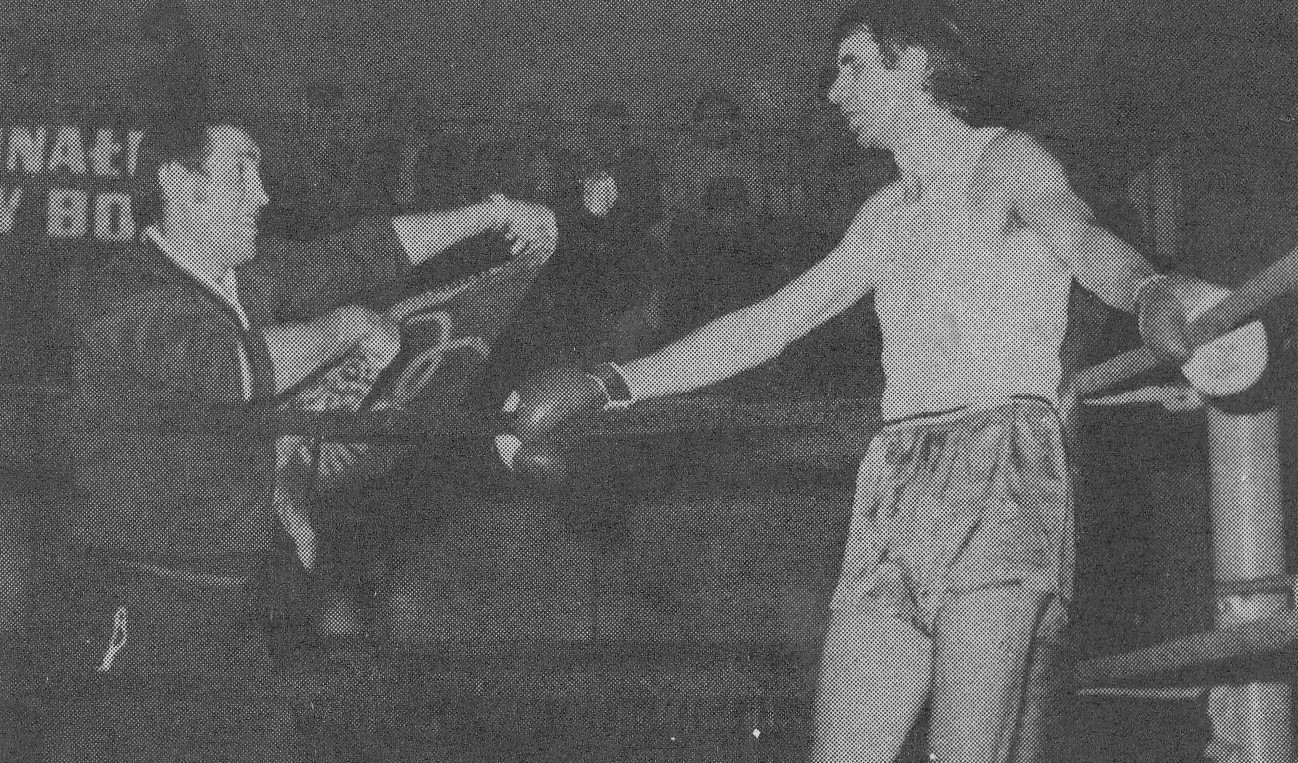
Janusz Gortat (z prawej) na ringu z trenerem Sylwesterem Kaczyńskim

Po zakończeniu kariery został trenerem Legii Warszawa (trenował m.in. Andrzeja Gołotę i Tomasza Adamka).
W 1972 został odznaczony Złotym Krzyżem Zasługi. W 2007 otrzymał Nagrodę im. Aleksandra Rekszy.
Został pochowany na cmentarzu wojskowym na Powązkach w Warszawie.

## Życie prywatne
Ojciec koszykarza Marcina Gortata, pięściarza Roberta Gortata oraz Małgorzaty Owczarek (z d. Gortat).